# Odile Eisenstein
Pour les articles homonymes, voir Eisenstein.
Odile Eisenstein (née le 4 juin 1949 à Boulogne-Billancourt) est une chimiste théoricienne française, spécialisée dans la modélisation de la structure et la réactivité des métaux de transition et des lanthanides complexes. 
Elle est directrice de recherche émérite au CNRS

## Biographie
Née en 1949, elle soutient en 1973 sa thèse d'État à l'université Paris-Sud sous la direction de Lionel Salem et Nguyen Trong Anh.
En 1978, elle est en stage post-doctoral chez Jack D. Dunitz à l'ETH Zurich et chez Roald Hoffmann à l'université Cornell. Elle commence sa carrière universitaire à l'université du Michigan à Ann Arbor en 1982. En 1996, elle rejoint l'université Montpellier-II où elle dirige jusqu'à sa retraite en 2017 l’équipe Chimie théorique, méthodologies, modélisation (CTMM) de l’Institut Charles Gerhardt.
Elle est élue membre de l'Académie des sciences en décembre 2013, et membre de l’Académie norvégienne des sciences et des lettres en mai 2015 (elle est professeure invitée à l'université d’Oslo depuis 2012). Avec notamment le chercheur italien Michele Cascella et le doctorant Raphael Peltzer, elle s'est consacrée à la fin des années 2010 a expliciter la réaction de Grignard, une étude dont les résultats ont été publiés , en février 2020, dans le Journal of the American Chemical Society,.

## Décorations
- Officière de l'ordre national du Mérite (2014)
- Officière de la Légion d'honneur (2017)[4]

## Distinctions
- Prix Langevin de l'Académie des sciences (1991)[5]
- Maxwell Fellowship de l'Académie des sciences (1991)[5]
- Grand prix Achille-Le-Bel de la Société chimique de France (1991)[5]
- Médaille d'argent du CNRS (1994)[5]
- Docteur honoris causa de l'université Laval (2012)[6]
- Élue à l'Académie des sciences, section chimie (2013)[7]
- Centenary Prize de la Royal Society of Chemistry (2017)[8]